# Algirdas Julius Greimas
Algirdas Julius Greimas, ou Algirdas Julien Greimas (Tula, Rússia, 9 de março de 1917 – Paris, 27 de fevereiro de 1992), foi um linguista de origem lituana que contribuiu para a teoria da semiótica e da narratologia, além de ter prosseguido diversas pesquisas sobre mitologia lituana.
Na área da semiótica, entre suas descobertas mais relevantes está o chamado Quadrado de Greimas, um diagrama usado na análise estrutural de relações entre signos. Greimas é considerado, juntamente com Roland Barthes, o mais proeminente dos semióticos franceses. Com sua formação em linguística estrutural, ele fez estudos relevantes em teoria da significação, semiótica plástica, e lançou as bases para a escola parisiense de semiótica. Entre as principais contribuições de Greimas para a semiótica estão os conceitos de isotopia, o modelo actantial, o programa narrativo e a semiótica do mundo natural. Ele também pesquisou a mitologia lituana e a religião protoindo-européia, e foi influente na crítica literária semiótica.

## Biografia
Greimas estudou direito na Lituânia e linguística em Grenoble (1936-1939). Em 1939 voltou à Lituânia onde tinha de cumprir serviço militar. Em 1944 voltou para a França, formando-se em 1949 pela Sorbonne. Lecionou em Alexandria, Ancara, Istambul e Poitiers, e foi professor na Escola de Ciências Sociais para Estudos de Pós-Graduação, em Paris. De 1965 em frente, encabeçou a pesquisa semiótico-linguística em Paris, estabelecendo as fundações da Escola de Semiótica de Paris.
Greimas começou, mais tarde, a pesquisar e a reconstruir a mitologia lituana, baseando o seu trabalho nos métodos de Georges Dumézil, Claude Lévi-Strauss e Marcel Detienne. Os resultados foram publicados na obra Apie Dievus ir žmones - Dos deuses e dos homens (1979) e em Tautos atminties beieškant - Em busca da memória nacional (1990).

## Teoria narrativa
A. J. Greimas introduziu o conceito de quadrado semiótico, ao observar, por exemplo, o esquema bi-direcional das histórias. Nele, se situam o Herói, seu Ajudante, seu Adversário e a Sociedade em torno do objetivo a ser alcançado, e por ele elaborou um “quadro” ou ”retângulo semiótico”. Há uma grande semelhança com a estrutura geral do Paradigma Disney:

“É possível olhar novamente para a mesma cena de um ponto de vista ligeiramente diferente, interpretando-a como sendo um romance, para o qual o quadro semiótico proposto por Greimas poderia ser aplicado. Como bem se sabe, Greimas propôs a seguinte interpretação macroestrutural da trama narrativa: alguém (o personagem principal) deseja alcançar algo (um objeto de valor), e no caminho de sua jornada é ajudado por algo/alguém (ajudante), e é atrapalhado por algo/alguém (oponente); dois outros elementos estão em cena: o 'destinateur': quem ou o quê empurrou o herói em direção ao seu objetivo, e o receptor: quem ou o quê recebe o objeto de valor uma vez que este é conquistado pelo herói.”

## Obras traduzidas em inglês
- [1966] Structural Semantics: An Attempt at a Method. trans. Daniele McDowell, Ronald Schleifer, e Alan Velie. Lincoln, Nebraska: University of Nebraska Press, 1983.
- [1970] On Meaning. trans. Frank Collins and Paul Perron. Minneapolis: University of Minnesota Press, 1987.
- [1976] Maupassant: The Semiotics of Text. trans. Paul Perron. Amsterdam and Philadelphia: J. Benjamins, 1988.
- [1976] The Social Sciences. A Semiotic View. trans. Frank Collins and Paul Perron. Minneapolis: University of Minnesota Press, 1989.
- [1979] — with Joseph Courtés, Semiotics and Language: An Analytical Dictionary. Bloomington: Indiana University Press, 1982.
- [1985] Of Gods and Men: Studies in Lithuanian Mythology. trans. Milda Newman. Bloomington: Indiana University Press, 1992.
- [1991] — with Jacques Fontanille, The Semiotics of Passions: From States of Affairs to States of Feelings. trans. Paul Perron and Frank Collins. Minneapolis: University of Minnesota Press, 1993.